# Hemignathus
Ne doit pas être confondu avec Amakihi.
Genre
Hemignathus est un genre de passereaux de la famille des Fringillidae. Les espèces qui le composent sont endémiques d'Hawaï.

## Taxinomie
D'après la classification de référence (version 7.3, 2017) du Congrès ornithologique international (ordre phylogénique) :
- Hemignathus lucidus – Hémignathe nukupuu
- Hemignathus hanapepe Wilson, SB, 1889
- Hemignathus affinis Rothschild, 1893
- Hemignathus wilsoni – Hémignathe akiapolaau